# Desulfotomaculum antarcticum
Desulfotomaculum antarcticum è una specie di batterio appartenente alla famiglia delle Peptococcaceae.